# Inversion Brunhes-Matuyama
Pour les articles homonymes, voir Brunhes.

Inversions récentes du champ magnétique. Les zones noires indiquent une polarité identique à la polarité actuelle du globe, les zones blanches une polarité inverse.

L'inversion Brunhes-Matuyama, nommée d'après Bernard Brunhes et Motonori Matuyama, est un événement géologique qui s'est produit il y a environ 780 000 ans, correspondant à la dernière inversion du champ magnétique terrestre. L'inversion a pu se produire sur plusieurs milliers d'années ou seulement quelques années, selon les études,,.

## Datations
Entre 1996 et 2017, différentes méthodes appliquées à des échantillons de différentes provenances ont conduit à des âges de l'inversion concentrés autour de 773 et 785 ka, en désaccord d'environ 12 000 ans. En 2021, l'application conjointe de mesures paléomagnétiques, isotopiques (δ18O et 10Be/9Be) et radiométriques à des sédiments de l'Atlantique Nord, de l'océan Indien équatorial et du Pacifique équatorial ont fourni un âge fiable, de 772,4 ± 6,6 ka.